# Manfred von Ardenne
Manfred von Ardenne (Amburgo, 20 gennaio 1907 – Dresda, 26 maggio 1997) è stato un fisico tedesco.
Nel 1955 ottenne la cattedra di fisica al politecnico di Dresda. Tra le sue opere più celebri sulla microscopia elettronica si ricordano Tabellen der Elektronenphysik e Ionephysik und Übermicroscopie (1956).